# Verein Hannoverscher Kegler von 1888

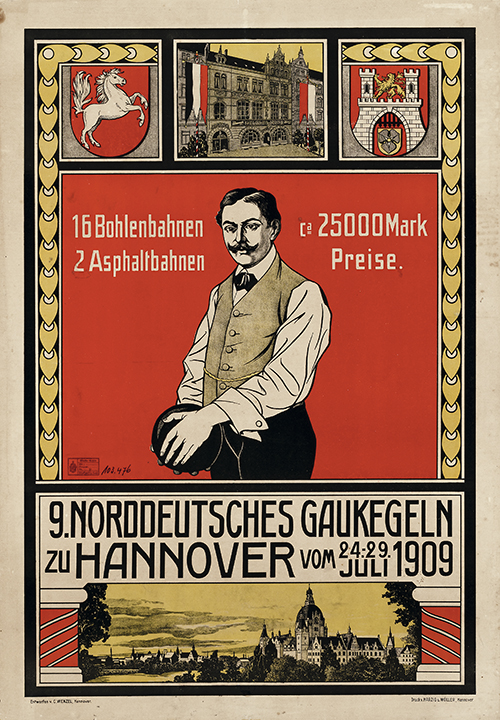
Vielfarb-Plakatdruck 9. Norddeutsches Gaukegeln zu Hannover 24.–29. Juli 1909
Entwurf: Carl Wenzel, DrucK: Harzig & Möller,

Der Verein Hannoverscher Kegler von 1888 war ein eingetragener Verein zur Ausübung des Kegelsports. Die im Jahr 1888 gegründete Vereinigung zählte 1979 mehr als 5300 Mitglieder und war damals der drittgrößte Sportverein in Niedersachsen.

## Schriften
Zeitschriften:
- Hannoversche Kegler-Zeitung / Hrsg.: Verein Hannoverscher Kegler e.V., Mitglied des Deutschen Kegler-Bundes und des Reichsausschusses für Leibesübungen, Hannover: Verband Hannoverscher Kegler-Klubs e. V., 1926–1938
- Hannoversche Keglerzeitung, hrsg. vom Verein Hannoverscher Kegler von 1888 e.V., Hannover: VHK, 1983–1985